# Homosexualität in Haiti

Geografische Lage von Haiti

In Haiti wird Homosexualität gesellschaftlich tabuisiert. Weder Regierung, noch Opposition, setzen sich für einen Schutz vor Diskriminierung von Homosexuellen im von der katholischen Kirche dominierten Haiti ein. Die politische Instabilität des Landes und eine hohe AIDS-Rate erschweren den Kampf um eine Verbesserung der Rechte von Schwulen und Lesben im Land.

## Legalität
Homosexuelle Handlungen sind seit 1986 in Haiti legal. Das Schutzalter liegt einheitlich bei 18 Jahren. Antidiskriminierungsgesetze zum Schutz der sexuellen Identität bestehen nicht.
Am 1. August 2017 billigte der Senat Haitis auf Initiative des Senators Carl Murat Cantave, der Homosexualität für eine Ursache von Wirbelstürmen und Erdbeben hält, eine Gesetzesinitiative, die die Beteiligung an gleichgeschlechtlichen Ehen und die Befürwortung von Homosexualität unter Strafe stellen soll. Bei der Abstimmung war nur die Hälfte der Senatoren anwesend; von diesen gab es 12 Ja-Stimmen, eine Nein-Stimme und eine Enthaltung. Um in Kraft zu treten, benötigt der Gesetzesentwurf zusätzlich die Zustimmung des Abgeordnetenhauses Chambre des députés.

## Anerkennung gleichgeschlechtlicher Paare
Eine staatliche Anerkennung ist bisher weder in Form der gleichgeschlechtlichen Ehe noch in Form einer eingetragenen Partnerschaft erfolgt. 

## Gesellschaftliche Situation
Etwa 80 Prozent der Bürger von Haiti sind Mitglieder der katholischen Kirche, die Homosexualität als unmoralisch verurteilt. Gegenwärtig gibt es keine sichtbaren Zeichen eines schwul-lesbischen Lebens, selbst nicht in der Hauptstadt des Landes. Homosexuelle aus der Mittel- und Oberschicht, zu der auch viele Mitarbeiter im öffentlichen Dienst und in Hilfsorganisationen gehören, führen in Orten wie dem noblen Vorort Pétionville eine gewisse Art von Subkultur mit eigenem geselligen Beisammensein. Im Gegensatz dazu sind viele andere LGBT-Haitianer viel ärmer und leben in ländlichen Gemeinden oder städtischen Slums zumeist ihr Leben versteckt und ausgegrenzt.
Eine Ausnahme von den intoleranten religiösen Glaubensrichtungen in Haiti ist Voodoo, eine spirituelle Praxis und ein Glauben, zu dem sich viele Haitianer, teils neben dem Glauben zum Christentum, bekennen. Im Voodoo sind alle sexuellen Orientierungen einschließlich der praktizierten Homosexualität akzeptiert.

## Film und Literatur
Im Jahr 2002 erschien eine Dokumentation über homosexuelle Haitianer unter dem Titel Of Men and Gods (Von Männern und Göttern). Der Film verfolgt die Lebenswege von mehreren haitianischen offen homosexuell lebenden Männern und die Diskriminierungen, denen sie ausgesetzt sind.